# عملية دوبلكوبف
كانت عملية دوبلكوبف (بالألمانية: Unternehmen Doppelkopf) وعملية قيصر التالية لها هجومين مضادين ألمانيين على الجبهة الشرقية في أواخر صيف عام 1944 في أعقاب التقدم السوفييتي الكبير في عملية باغراتيون بهدف استعادة جبهة متماسكة بين مجموعة الجيوش الشمالية ومجموعة الجيوش الوسطى. وكان الاسم الرمزي للعملية إشارة إلى لعبة الورق الألمانية دوبلكوبف.

## الوضع الاستراتيجي
بحلول نهاية يوليو 1944، وصلت القوات الآلية السوفيتية إلى خليج ريغا بعد تقدمها السريع في هجومي كاوناس وشياولياي، كجزء من مرحلة "المطاردة" الثالثة والأخيرة من الهجوم الاستراتيجي عملية باغراتيون.  استغل جيش الحرس الثاني السوفييتي ثغرة بين الجيش الألماني السادس عشر من مجموعة الجيوش الشمالية وجيش الدبابات الثالث المجاور من مجموعة الجيوش الوسطى، وقطع الاتصال بينهما. فشلت الهجمات المضادة الألمانية في استعادتها، وأصبحت عناصر كبيرة من القوات المسلحة الألمانية معزولة.
أعدت القيادة العليا للجيش خططًا فورية لشن هجوم لاستعادة الاتصال بين مجموعتي الجيش.

## تخطيط
تم تجميع عدد من التشكيلات المدرعة تحت قيادة مجموعة الجيوش الوسطى في كورلاند بأوامر بمهاجمة يلغافا، وقطع رؤوس الحربة السوفييتية. تم تجميع فيلق الدبابات الأربعين، مع فرقتي الدبابات السابعة والرابعة عشرة، وفرقة بانتسرغرانادیر غروس دویتشلاند وفرقة المشاة الأولى، في ليبايا، بينما تم تجميع فيلق الدبابات التاسع والثلاثين في تاوروجين. 

## القوات

### الفيرماخت
- مجموعة الجيوش الوسطى (الفريق جورج هانز راينهاردت) (منذ 16 أغسطس)
  - جيش بانزر الثالث (الجنرال إيرهارد راوس) (من 16 أغسطس)
    - فيلق XL بانزر (الجنرال أوتو فون كنوبلسدورف)
    - فيلق الدبابات التاسع والثلاثون (الجنرال ديتريش فون سوكن)

### الجيش الأحمر
- عناصر الجبهة البيلاروسية الثالثة (الجنرال إيفان تشيرنياخوفسكي)
- عناصر الجبهة البلطيقية الأولى (الجنرال هوفانيس باجراميان)

## الهجوم
بدأت العملية بهجوم شنته فرقة الدبابات السابعة في 15 أغسطس تجاه كيلمي. بدأ الهجوم الرئيسي في اليوم التالي، ولكن كانت هناك مقاومة قوية ضد فيلق الدبابات الأربعين من قبل عشرة فرق مشاة سوفييتية مدعومة بثلاث فرق مدفعية ووحدات مضادة للدبابات. 
بدأ فيلق الدبابات التاسع والثلاثون بقيادة فون سوكين عملياته في 18 أغسطس. سبق جناحه الأيسر، وهو تشكيل مؤقت تحت قيادة فون شتراخفيتس، قصف مدفعي ثقيل من الطراد برينز يوجين؛  وهاجمت القوات داخل الجيب للارتباط بقوة شتراخفيتس. وصل شتراخفيتس إلى الجيش السادس عشر في توكومس بحلول منتصف النهار. 
بحلول 27 أغسطس، تم توسيع الممر بين جيش الدبابات الثالث والجيش السادس عشر إلى 18 ميلًا عرضًا، على الرغم من تعرض الأخير لضغوط متجددة من هجوم سوفييتي جديد ضد ريغا.  كما فشلت العملية في تحقيق أهدافها الأكثر طموحا المتمثلة في استعادة شياولياي أو قطع الطريق على جيش الحرس السادس الذي يهدد ريغا.

## عملية قيصر
تم التخطيط لهجوم ألماني ثانٍ لتدمير قوات باغراميان في المنطقة البارزة أسفل ريغا ودفع الجبهة إلى خط مستقيم بين موقع سيجيولد وشياولياي.  كانت القوة الضاربة الرئيسية هي فيلق الدبابات التاسع والثلاثين المعاد تنظيمه، بعد أن تم وضع جيش الدبابات الثالث تحت السيطرة الشاملة المؤقتة لمجموعة الجيوش الشمالية.  بدأ الهجوم في 16 سبتمبر،  ردًا على عملية الهجوم السوفييتية في ريغا، ولكن بحلول 19 سبتمبر، توقف الهجوم في مواجهة المقاومة السوفييتية الشديدة بعد اختراقه بضعة أميال فقط.  وبعد ذلك، اتخذت القوات الألمانية موقفًا دفاعيًا.

## العواقب
هاجم الجيش الأحمر مرة أخرى في 5 أكتوبر، في عملية هجوم ميميل.  وبعد خمسة أيام، وصل إلى بحر البلطيق وقطع أخيرًا طريق مجموعة الجيوش الشمالية فيما أصبح في النهاية جيب كورلاند.  عُزل الفيلق الألماني الثامن والعشرون عن بقية جيش الدبابات الثالث في رأس جسر في ميميل. 

## قراءة إضافية
- تتناول مذكرات إيرهارد راوس عمليات جيش الدبابات الثالث خلال هذه الفترة بتفاصيل معينة.
- كتب جنرال ومؤلف سابق آخر، وهو جيرد نيبولد، دراسة طويلة بعنوان Panzeroperationen Doppelkopf und Casar (ميتلر، 1987،(ردمك 978-3-8132-0259-5) ).